# Braunschweiger Landwehr

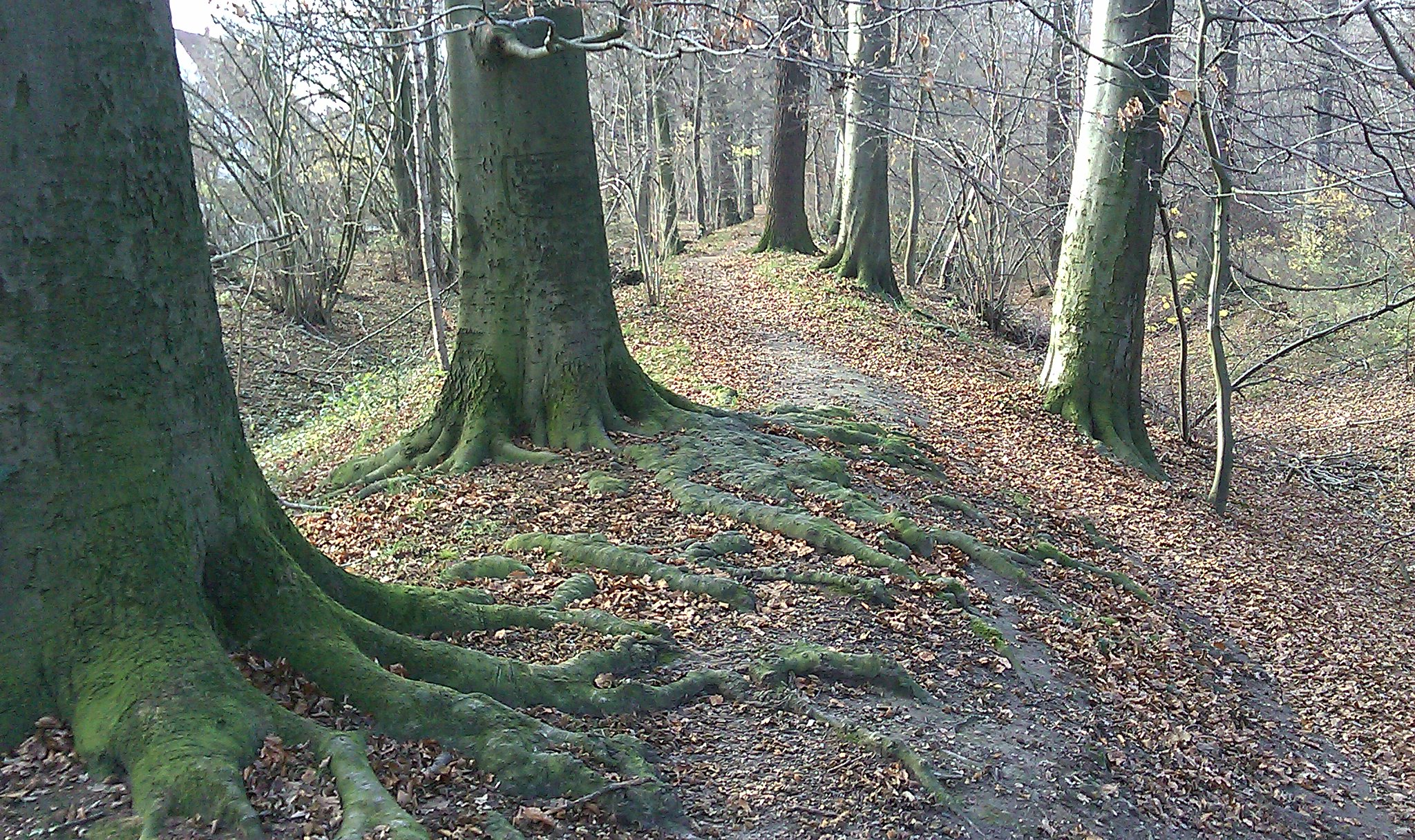
Überreste der Braunschweiger Landwehr im Ölper Holz zwischen Lehndorf und Kanzlerfeld

Gliesmaroder Turm 1839

Raffturm 1839

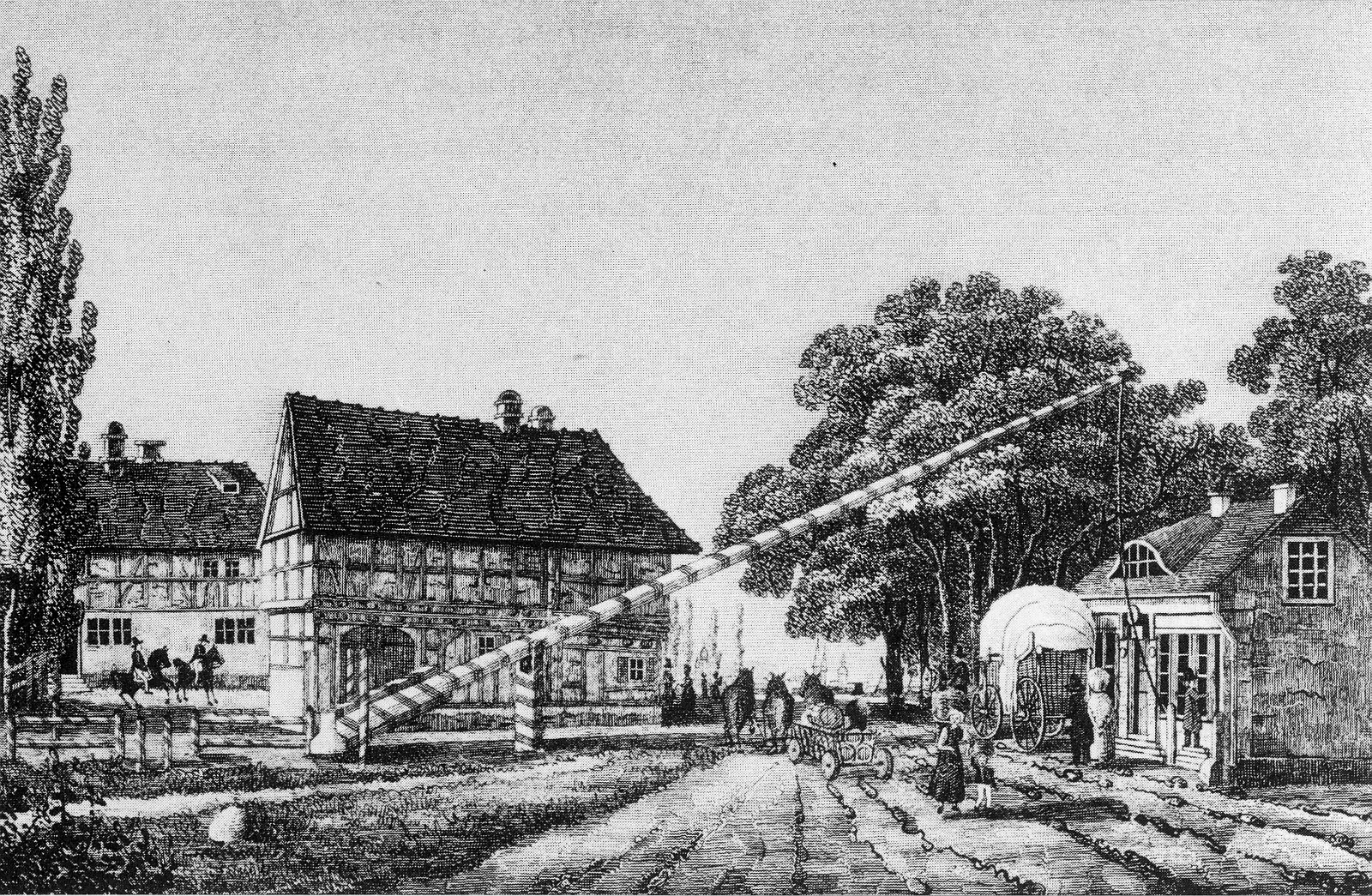
Wendenturm 1839

Ölper Turm 1818

Die Braunschweiger Landwehr (auch: Alte Landwehr) war ein Teil der Befestigungsanlagen der mittelalterlichen Stadt Braunschweig.

Schöppenstedter Turm 1839

Rüninger Turm 1846

## Geschichte
1376 beschloss der Rat der Stadt, mit Duldung des Herzogs im Braunschweiger Umland weit vor den eigentlichen Stadtbefestigungsanlagen einen weiteren Wall zu errichten. Bei Ölper wurde mit dem Bau von steilen Erdwällen begonnen; bisweilen verliefen bis zu drei Wälle parallel, die von tiefen Gräben eingefasst waren.
Wo die Celler Heerstraße die Landwehr durchschnitt, wurde ein erster Wart- und Wehrturm errichtet, der Ölper Turm. Sodann kam der Bau vorerst zum Erliegen. 1384 ließ Herzog Friedrich (1373–1400) auf Initiative des damaligen Bürgermeisters Ludolf von Ingeleben die Landwehr weiterbauen. 1416 war das Bauwerk mit insgesamt sieben Wart- und Wehrtürmen und Bergfrieden beendet.
Herzog August Wilhelm ließ Anfang des 18. Jahrhunderts die gesamte Landwehr instand setzen und die Gräben vertiefen. Des Weiteren bekamen die jetzt noch massiver gebauten Türme jeweils ein Wohnhaus und eine Wirtschaft. Die Reisenden konnten hier eine Rast einlegen, bevor sie weiterzogen nach Braunschweig.
Mit Ausgang des 18. Jahrhunderts verlor die Landwehr ihre eigentliche Bestimmung, die Türme gingen nach und nach in Privateigentum über oder dienten nur noch als Gastwirtschaft. Am 9. März 1802 gab der Herzog Karl Wilhelm Ferdinand dann den Befehl zur Schleifung sämtlicher Befestigungsanlagen der Stadt, unter anderem auch der Landwehr, was sich im Jahre 1809 beim Angriff der französischen Truppen (Gefecht bei Ölper) beinahe als verhängnisvoller Fehler erwies.

## Bedeutung der Landwehr
Die Stadt Braunschweig war zunächst durch fünf Maßnahmen geschützt:
- die Stadtmauer (Reste hiervon sind an der Echternstraße sowie auf dem Schulhof der Kennedyschule sichtbar)
- den inneren Wall
- den inneren Umflutgraben (sichtbar heute noch als Mühlgraben zwischen Güldenstraße und Petritorwall)
- den äußeren Wall (heute Parkanlagen am Theaterwall, Museumswall, Petritorwall, Inselwall, …)
- den äußeren Umflutgraben (künstlich geschaffener Verlauf der Oker, heute sichtbar als solcher).

Eine weitere Maßnahme bestand in der Landwehr, die einen weiteren Ring mit einem Abstand von 3 bis 10 km um den Stadtkern herum zog und damit wichtiger Bestandteil des Braunschweiger Sicherheitssystems war. Als äußerer Schutzring umgab sie Braunschweig und die Dörfer Lehndorf, Ölper und Melverode sowie zusätzlich etwas Acker- und Weideland. Sie war für ungebetene Gäste ein schwierig zu überwindender Gürtel.
An den Durchlässen der großen Handels- und Heerstraßen befanden sich Kontrollschranken vor gemauerten Wehrtürmen.
In jedem Turm lebte ein besoldeter Wärter, der die passierenden Reisenden kontrollierte. Bei Gefahr sicherte er die Straße durch mehrere dicke Schlagbäume, um somit den feindlichen Vormarsch wenigstens etwas zu verzögern. Zudem konnte der Landwehr-Turmwärter bei Bedarf optische Signale in Richtung der Turmwärter von St. Katharinen und St. Martini aussenden, die daraufhin sofort Alarm läuteten und dadurch die rechtzeitige Schließung der Stadttore von Braunschweig veranlassen konnten.
Die Landwehr hatte außer als Frühwarnsystem oder vorübergehendes Hindernis keine gesteigerte strategische Bedeutung. Sie schützte die Stadt vor Raubrittern, unerwünschtem Gesindel und vor Viehdiebstählen auf den Weiden der Stadt. Sie hielt auch beutemachende Söldnertruppen von der Stadt fern. Die Landwehr bezeichnete schließlich auch die Grenze der Stadt Braunschweig: von hier ab wurde es ernst bei kriegerischen Auseinandersetzungen.
Die Türme unterstanden wie die Landwehr den Landwehrvögten, die für die Unterhaltung der Anlagen sorgen mussten. Noch im Jahr 1595 gab es einen städtischen Reiter auf dem Marstall, der den Auftrag hatte, ständig die Landwehren zu kontrollieren.
Neben den Landwehrtürmen gab es von Anfang an schon Gastwirtschaften. Die Krüger hatten Speise und Trank für die Durchreisenden bereitzuhalten. Sie übten auch hoheitliche Funktionen aus und waren darum vom Rat der Stadt vereidigt worden. Sie sollten die Landwehren beobachten und nachts die Schlagbäume geschlossen halten, in Krisensituationen auch am Tage. Verdächtiges Volk durfte nicht eingelassen werden. Sollten die Krüger sich anbahnende Anschläge gegen die Stadt beobachten, hatten sie es sofort dem Rat zu melden.

## Die Pfahldörfer
Das Gebiet innerhalb der Landwehr gehörte auch rechtlich zur Stadt Braunschweig, die Vögte zur Ausübung der Gerichtsbarkeit einsetzte. Die Bewohner mussten für den Unterhalt der Landwehren, aber auch darüber hinaus nach Maßgabe der Vögte Hand- und Spanndienste und leisten. Ölper war verpflichtet, die Altstadt regelmäßig vom Kot frei zu halten. Für die vier Dörfer Rüningen, Lehndorf, Ölper und Rühme sind Urkunden überliefert, die diese als „Pfahldörfer“ betiteln. Dieser Begriff geht vermutlich auf das Wort „eingepfahlt“ zurück.

## Verlauf der Landwehr

Verlauf der Braunschweiger Landwehr.

Der Verlauf wird in erster Linie gekennzeichnet durch die sieben Landwehrtürme, die heute noch vom Namen und vom Standort her bekannt sind: Der Rüninger Turm (⊙) an der Frankfurter Straße, der Bergfried Rothenburg (⊙) bei Broitzem, der Raffturm (⊙) an der Hannoverschen Straße (B 1), der eingangs erwähnte Ölper Turm (⊙) an der Celler Heerstraße, der Wendenturm (⊙) in Rühme an der Gifhorner Straße, der Gliesmaroder Turm (⊙) an der Berliner Straße, der Schöppenstedter Turm (⊙) an der Helmstedter Straße.
Vom Wendenturm bildeten die Aue der Schunter nach Osten und danach die Aue von Mittelriede und Wabe nach Süden über den Gliesmaroder Turm und dem Schöppenstedter Turm bei Rautheim bis zur Feldmarkgrenze zu Salzdahlum die Landwehr. Hier waren wegen des sumpfigen Geländes keine besondere Befestigungen notwendig.
Von dort verlief die Landwehr durch das Rautheimer Holz zum nicht mehr vorhandenen Kleinen Weghaus auf dem Weg nach Salzdahlum und weiter zwischen Melverode und Stöckheim entlang des Grenzgrabens zur Oker, auf dem westlichen Ufer weiter zum Rüninger Turm. Der Fuhsekanal (in früheren Zeiten auch als Aubach oder Landwehrkanal bezeichnet) bildete die Landwehr von dort bis nach Broitzem, wo an der heutigen Straße An der Rothenburg der gleichnamige Bergfried stand.
Von dort aus verlief sie durch den Timmerlaher Busch quer über den heutigen Madamenweg zum Raffturm, weiter durch die Lammer Feldmark (das heutige Neubaugebiet Lammer Busch-Ost) bis zum Lammer Holz und parallel zum heutigen Horstbleek hin zum Ölper Turm und dann, nachdem sie ein wenig dem Verlauf der Oker folgte, verlief sie weiter über den Münzberg hinter dem südlichen Ortsausgang Veltenhofs vorbei über den Schwarzen Berg wiederum zum Wendenturm. Der Münzberg und der Schwarze Berg wurden als natürliche Erhebungen in das System der Landwehr integriert.

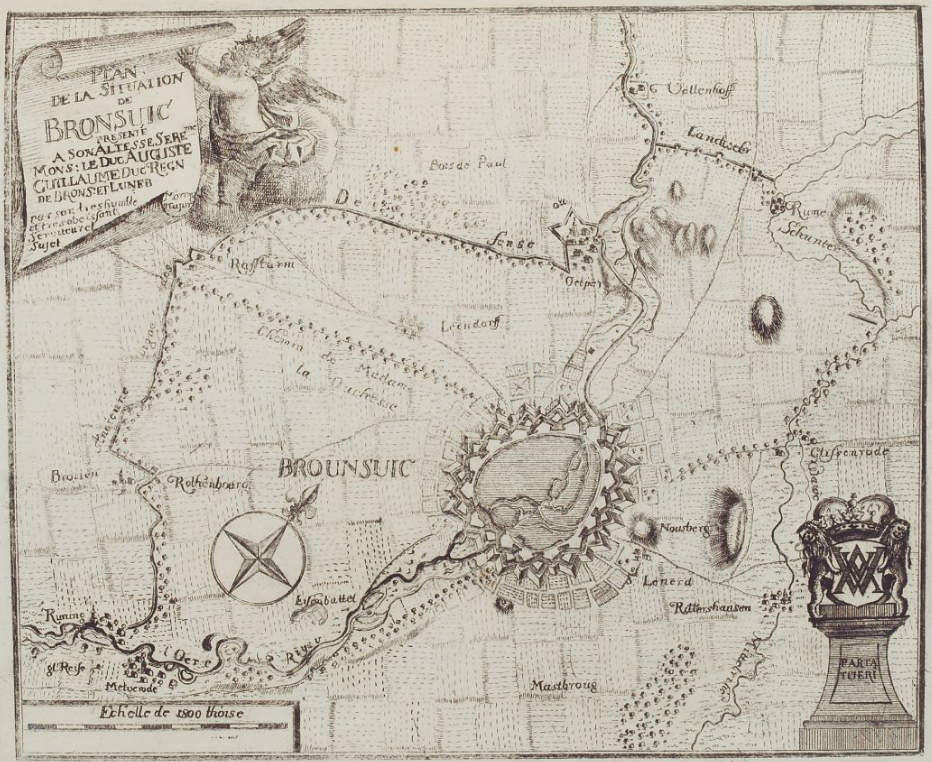
Historische Karte (1605) mit Verlauf der Landwehr
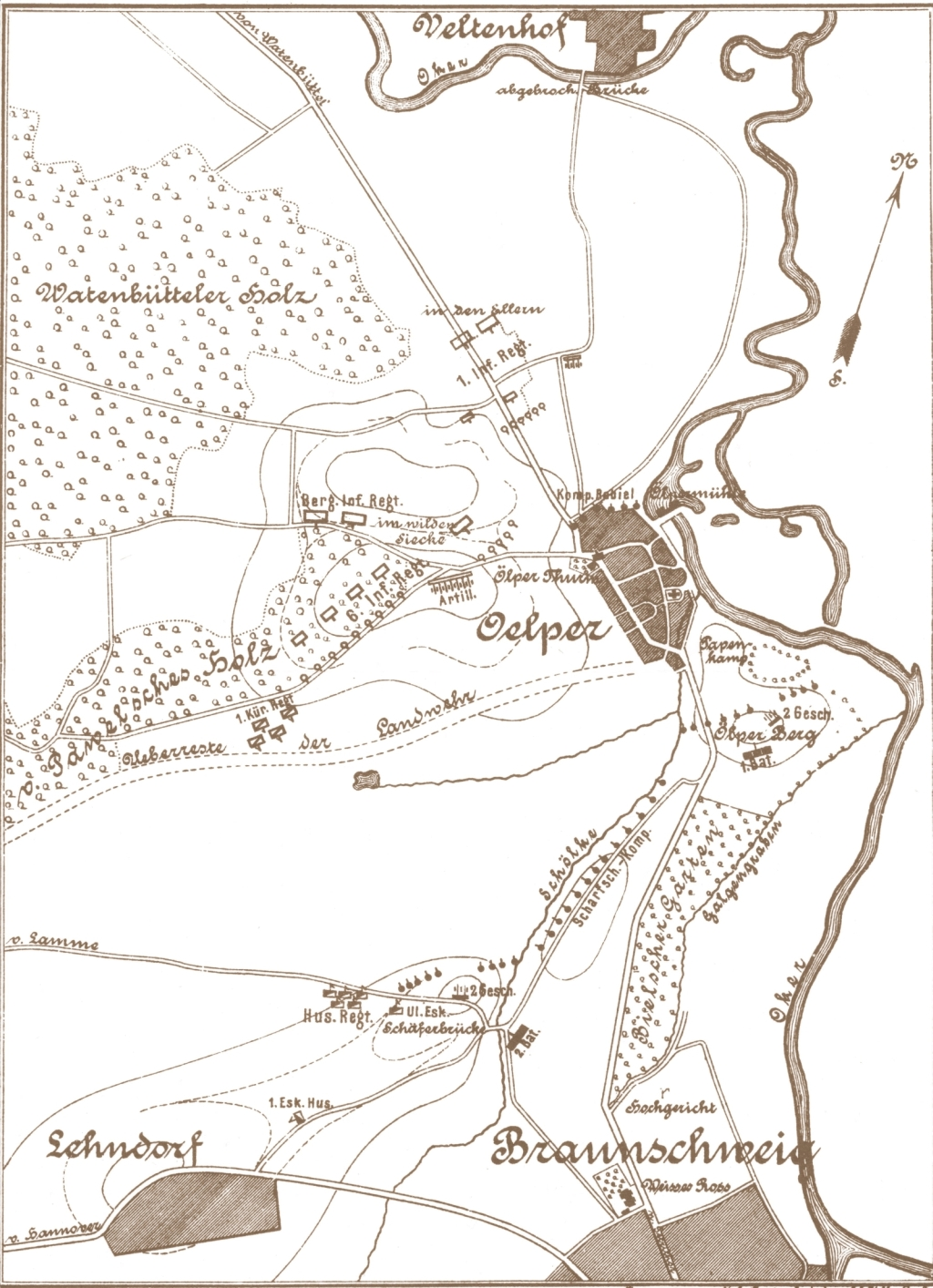
Historische Karte (1714–1750) mit Verlauf der Landwehr
- Historische Karte (1894) mit Verlauf der Landwehr bei Ölper

## Heute noch sichtbare Reste
Reste des Walls sowie der Gräben sind heute teilweise noch sichtbar. Im Ölper Holz verläuft parallel zum Horstbleek über eine Strecke von 500 m der älteste und höchste erhaltene Wallabschnitt. Im Lammer Holz verläuft ein Rest am Waldrand zum Neubaugebiet Lammer Busch hin. Eine markante Doppelwallanlage befindet sich im Rautheimer Holz, diese zieht sich von der Landwehrstraße in Mascherode durch den Wald über mehrere Kilometer bis zur Wabe hin und bildet in diesem Abschnitt noch bis heute die offizielle Grenze der Stadt Braunschweig.

Der Ölper Turm 1786

Weitere Reste befinden sich im Mascheroder Holz, im Salzdahlumer Holz sowie zwischen dem südlichen Ortsausgang Veltenhof und dem Münzberg am Okerufer. Letztere werden allerdings fortschreitend durch die mäandrierende Oker zerstört. Wo die Wälle geschleift wurden, weisen heute noch Gräben (Timmerlaher Busch, Fuhsekanal, Springbach zwischen Melverode und Stöckheim) oder Wirtschaftswege (Lammer Busch) auf den ehemaligen Verlauf der Landwehr hin. In Ölper ist dieser anhand der Straße Alte Landwehr, in Mascherode anhand der Straße Landwehrstraße erkennbar. In der Nähe des ehemaligen Standorts des Rüninger Turms deuten Straßennamen wie Am Turmsberg oder Im Turmswinkel auf die Lage des dortigen Wachturms hin. Das ehemalige Rüninger Zoll- und Landwehrhaus steht heute am Altstadtmarkt. An dessen Originalstandort verläuft heute die A 39.
Am Ölper Turm, Raffturm, Schöppenstedter Turm und Gliesmaroder Turm sind oder waren bis vor Kurzem noch gleichnamige Gaststätten in historischen Gebäuden ansässig, die Gaststätte des Ölper Turms hat ihre erste urkundliche Erwähnung 1640.
Störungen erfuhren in der Vergangenheit vorhandene Reste der Alten Landwehr durch den Bau des Ölper Knotens, der Autobahn 39 nach Rüningen sowie durch den allgemeinen Siedlungsbau (Breite Riede, Horstbleek, Am Zoo). Im Neubaugebiet Lammer Busch-Ost hingegen wird in Zukunft ein bewusst durchgehend unbebaut verbleibender Grünstreifen, der sich mitten durch das Neubaugebiet zieht, auf den ehemaligen Verlauf der Landwehr hinweisen. Der noch vor der Bebauung zu bestimmten Jahreszeiten aus der Luft deutlich sichtbare Verlauf der Landwehr über die Lammer Feldmark bestätigte die für ihre Zeit erstaunlich genaue Kartographie der hier als historische Quelle zitierten Gerlachschen Karte des Herzogtums Braunschweig-Lüneburg (1763–1775).
Über die Braunschweiger Landwehr selbst gab es in den letzten zwanzig Jahren keine Veröffentlichungen mehr. Der Bevölkerung ist sie weitgehend unbekannt. Im Rautheimer Holz weist ein Schild des Heimatpflegers auf die Landwehr hin, bei den Resten am Münzberg kann man einem Schild die Bezeichnung „Alte Landwehr, mittelalterliche Wallanlage 15. Jhd.“ und ihre Einstufung als Naturdenkmal entnehmen.
Um die Erinnerung an die Landwehr in der Bevölkerung zu bewahren, hat der Kultur- und Förderverein Rühme im Jahr 2017 ein Denkmal aus Kalksandstein im Park des Wendenturms im Braunschweiger Ortsteil Rühme errichtet.